# Muslim Rights Watch Nederland
Muslim Rights Watch Nederland (MRWN) is een religieuze stichting die opkomt voor moslims in Nederland. Dit doet de organisatie door zich te richten op de bevordering en bescherming van de rechten van moslims in Nederland. De organisatie staat bekend om haar juridische acties ter verdediging van deze rechten in gevallen waarin zij van mening is dat deze worden geschonden door overheidsinstanties.
In 2024 ontving MRWN de Philippe Rodriguez Award voor haar werk aan het Signaliserings-dossier. Dit dossier richtte zich op kwesties met betrekking tot grootschalige gegevensverzameling door de overheid waardoor tienduizenden individuen onterecht werden gelabeld als mogelijke terroristen.
De Nationaal Coördinator Terrorismebestrijding en Veiligheid (NCTV) noemde de organisatie in Dreigingsbeeld Terrorisme Nederland in 2020 een "politiek-salafistische aanjager". MRWN heeft om deze reden een rechtszaak aangespannen tegen de NCTV. Op 3 mei 2022 heeft het Gerechtshof Den Haag geoordeeld dat MRWN niet langer in verband gebracht mag worden met extremisme en het verspreiden van ondemocratisch gedachtegoed. Dit is de enige rechtszaak die de NCTV ooit verloor in de geschiedenis van haar bestaan. De NCTV heeft op 18 mei 2022 een rectificatie op de website geplaatst.

## Doelstellingen
De stichting heeft als doelstelling:
- Het verbeteren van de rechtspositie van moslims in Nederland,
- Het ageren tegen de criminalisering en/of discriminatie en/of ongelijke behandeling en/of achterstelling van moslims,
- Het waarborgen en stimuleren van de godsdienstvrijheid en/of vrijheid van meningsuiting van moslims,
- Het bevorderen van mensenrechten,
- Het positief beïnvloeden van het islamdebat/publieke opinie,
- Het versterken van de islamitische gemeenschap door het professionaliseren van islamitische organisaties

De organisatie probeert deze doelstellingen te bereiken door:
- Juridische ondersteuning,
- Educatie, bijscholing en activering,
- Het positief beïnvloeden van het islamdebat en de imago van de islam en de moslims in Nederland verbeteren [9]